# Боронихин, Евгений Александрович
Евгений Александрович Боронихин (1889–1929) — русский советский актёр театра и кино немой эпохи.

## Биография
Родился в 1889 году на станции Окуловка Новгородской губернии в семье отца-инженера.
С детства интересовался сценой, устраивал спектакли с братьями, а затем усиленно посещал театры, набираясь артистического опыта. Учился в Санкт-Петербургской 10-й гимназии, в которой получил образование, в 1897 году поступил в Суворинскую театральную школу, которую юноша успешно окончил. После завершения учёбы на Боронихина обратили внимания люди из индустрии кино, после чего молодой человек стал выступать в различных театрах и  сниматься в кинематографии.
Скончался в 1929 году в Ленинграде.

## Фильмография
- 1912 — Княжна Дуду — артист
- 1914 — Роковое, или Обольщённая — Темиров
- 1915 — День падшей — Евгений
- 1915 — Кровывый полумесяц — Владимир
- 1916 — Клара Штейнберг — муж Клары
- 1918 — Выстрел — офицер
- 1918 — Пять этажей — возм. участие
- 1919 — Маскарад — Арбенин — главная роль
- 1924 — Дворец и крепость — Михаил Бейдеман
- 1924 — Простые сердца — первый муж
- 1925 — Девятое января — Георгий Гапон
- 1925 — На жизнь и на смерть — Громов, рабочий
- 1925 — Наполеон-Газ — Гинемер/Наполеон — главная роль
- 1925 — Степан Халтурин — Никольский
- 1926 — Декабристы — император Николай I
- 1926 — Северное сияние — Фогель
- 1927 — Могила Панбурлея — Павел Панбурлей
- 1927 — Поэт и царь — Владимир Даль
- 1927 — Пурга — Генри Будхауз